# 唐和
唐 和（とう わ、生没年不詳）は、北魏初期の西域の軍人。字は稚起。本貫は晋昌郡冥安県。

## 経歴
唐繇の子として生まれた。西涼が北涼に滅ぼされると、唐和は兄の唐契とともに外甥の李宝を擁して伊吾に避難し、柔然に臣従した。柔然は唐契を伊吾王に立てた。
20年を経て、唐和は唐契とともに北魏に帰順したが、柔然の圧迫を受けて、高昌に逃れた。柔然の阿若が唐和を討つために騎兵を率いて白力城まで来ると、唐和は500騎を率いて先に攻撃し、唐契と阿若は戦没した。唐和は残党を収容して、車師前部国に逃れた。ときに沮渠安周が横截城に駐屯しており、唐和は横截城を攻め落とすと、沮渠安周の兄の子の沮渠樹を斬り、高寧・白力の2城を攻め落として、その戍主を斬った。北魏に使者を送って再び帰順の意を示した。また車師前部王の車伊洛とともに沮渠安周を撃破した。
448年（太平真君9年）、北魏の太武帝が成周公万度帰を派遣して焉耆を討つと、唐和は車伊洛とともに万度帰に合流して柳驢以東の6城を落とし、波居羅城を攻撃して平定した。さらに亀茲に遠征し、万度帰の命により焉耆に駐屯した。柳驢戍主の乙真伽が北魏に叛くと、唐和は軽騎100を率いて乙真伽を捕殺した。
451年（正平元年）、唐和は平城を訪れて、上客として太武帝の厚遇を受けた。文成帝のとき、鎮南将軍の位を受け、酒泉公に封じられた。太安年間、済州刺史として出向し、治績を挙げた。召還されて内都大官となり、刑事事件の裁判を担当した。皇興年間に死去した。享年は67。征西大将軍・太常卿・酒泉王の位を追贈された。諡は宣といった。
子の唐欽は、字を孟直といい、太和年間に鎮南将軍・陝州刺史となった。

## 伝記資料
- 『魏書』巻43 列伝第31
- 『北史』巻27 列伝第15